# Copa del Mundo de Atletismo de 1981
La 3ª edición de la Copa del Mundo de Atletismo se disputó entre los días 4 y 6 de septiembre de 1981, en el Estadio Olímpico de Roma, Roma, Italia.

## Clasificación por equipos

### Masculino
| Pos. | Equipo            | Resultado |
| ---- | ----------------- | --------- |
| 1    | Europa            | 147       |
| 2    | Alemania Oriental | 130       |
| 3    | Estados Unidos    | 127       |
| 4    | Unión Soviética   | 118       |
| 5    | América           | 95        |
| 6    | Italia            | 93        |
| 7    | África            | 66        |
| 8    | Oceanía           | 61        |
| 9    | Asia              | 59        |

### Femenino
| Pos. | Equipo            | Resultado |
| ---- | ----------------- | --------- |
| 1    | Alemania Oriental | 120,5     |
| 2    | Europa            | 110       |
| 3    | Unión Soviética   | 98        |
| 4    | Estados Unidos    | 89        |
| 5    | América           | 72        |
| 6    | Italia            | 68,5      |
| 7    | Oceanía           | 58        |
| 8    | Asia              | 32        |
| 9    | África            | 26        |

## Resultados

### Masculino
| Evento                     | Oro | Plata | Bronce |
| -------------------------- | --- | --- | --- |
| 100 metros lisos           | Allan Wells Reino Unido Europa 10.20                                                                                             | Ernest Obeng Ghana África 10.21 | Frank Emmelmann República Democrática Alemana 10.31                                                                           |
| 200 metros lisos           | Mel Lattany Estados Unidos 20.21                                                                                                 | Allan Wells Reino Unido Europa 20.53 | Frank Emmelmann República Democrática Alemana 20.57                                                                           |
| 400 metros lisos           | Cliff Wiley Estados Unidos 44.88                                                                                                 | Mauro Zuliani · Italia · 45.26 | Bert Cameron Jamaica América 45.27                                                                                            |
| 800 metros lisos           | Sebastian Coe Reino Unido Europa 1:46.16                                                                                         | James Robinson Estados Unidos 1:47.31 | Detlef Wagenknecht República Democrática Alemana 1:47.49                                                                      |
| 1500 metros lisos          | Steve Ovett Reino Unido Europa 3:34.95                                                                                           | John Walker Nueva Zelanda Oceanía 3:35.49                                                                                                | Olaf Beyer República Democrática Alemana 3:35.58                                                                              |
| 5000 metros lisos          | Eamonn Coghlan Irlanda Europa 14:08.39                                                                                           | Hansjörg Kunze República Democrática Alemana 14:08.54                                                                                    | Vittorio Fontanella · Italia · 14:09.06                                                                                       |
| 10.000 metros lisos        | Werner Schildhauer República Democrática Alemana 27:38.43                                                                        | Mohamed Kedir Etiopía África 27:39.44 | Alberto Salazar Estados Unidos 27:40.69                                                                                       |
| 110 metros vallas          | Greg Foster Estados Unidos 13.32                                                                                                 | Alejandro Casañas · Cuba · América · 13.36                                                                                               | Július Ivan Checoslovaquia Europa 13.66                                                                                       |
| 400 metros vallas          | Edwin Moses Estados Unidos 47.37                                                                                                 | Volker Beck República Democrática Alemana 49.16                                                                                          | Harry Schulting · Países Bajos · Europa · 49.69                                                                               |
| 3.000 metros obstáculos    | Boguslaw Maminski · Polonia · Europa · 8:19.89                                                                                   | Mariano Scartezzini · Italia · 8:19.93                                                                                                   | Masanari Shintaku Japón Asia 8:23.64                                                                                          |
| Salto de altura            | Tyke Peacock Estados Unidos 2.28                                                                                                 | Gerd Nagel Alemania Occidental Europa 2.26                                                                                               | Jörg Freimuth República Democrática Alemana 2.24                                                                              |
| Salto con pértiga          | Kostantin Volkov Unión Soviética 5.70                                                                                            | Jean-Michel Bellot Francia Europa 5.55                                                                                                   | Billy Olson Estados Unidos 5.50                                                                                               |
| Salto de longitud          | Carl Lewis Estados Unidos 8.15                                                                                                   | Gary Honey Australia Oceanía 8.11 | Shamil Abbyasov Unión Soviética 7.95                                                                                          |
| Triple Salto               | Joao Carlos de Oliveira · Brasil · América · 17.37                                                                               | Zou Zhenxian China Asia 17.34 | Willie Banks Estados Unidos 17.04                                                                                             |
| Lanzamiento de peso        | Udo Beyer República Democrática Alemana 21.40                                                                                    | Yevgeniy Mironov Unión Soviética 20.34                                                                                                   | Dave Laut · Cuba · América · 19.90                                                                                            |
| Lanzamiento de disco       | Armin Lemme República Democrática Alemana 66.38                                                                                  | Luis Delís · Cuba · América · 66.26 | Imrich Bugár Checoslovaquia Europa 64.38                                                                                      |
| Lanzamiento de martillo    | Yuriy Sedykh Unión Soviética 77.42                                                                                               | Karl-Hans Riehm Alemania Occidental Europa 75.60                                                                                         | Giampaolo Urlando · Italia · Europa · 71.92                                                                                   |
| Lanzamiento de jabalina    | Dainis Küla Unión Soviética 89.74                                                                                                | Detlef Michel República Democrática Alemana 89.38                                                                                        | Pentti Sinersaari · Finlandia · Europa · 83.26                                                                                |
| Relevos 4x100 metros lisos | Krzystof Zwolinski · Polonia · Zenon Licznerski · Polonia · Leszek Dunecki · Polonia · Marian Woronin · Polonia · Europa · 38.73 | Frank Hollender Detlef Kübeck Bernhard Hoff Frank Emmelmann República Democrática Alemana 38.79                                          | Mel Lattany Anthony Ketchum Stanley Floyd Steve Williams Estados Unidos 38.85                                                 |
| Relevos 4x400 metros lisos | Walter McCoy Cliff Wiley Willie Smith Tony Darden Estados Unidos 2:59.12                                                         | Eric Josjö · Suecia · Fons Brijdenbach · Bélgica · Koen Gijsbers · Países Bajos · Hartmut Weber · Alemania Occidental · Europa · 3:01.47 | Héctor Daley · Panamá · Colin Bradford · Jamaica · Mike Paul · Trinidad y Tobago · Bert Cameron · Jamaica · América · 3:02.01 |

### Femenino
| Evento                     | Oro                                                                                          | Plata | Bronce |
| -------------------------- | -------------------------------------------------------------------------------------------- | --- | --- |
| 100 metros lisos           | Evelyn Ashford Estados Unidos 11.02                                                          | Kathy Smallwood Reino Unido Europa 11.13                                                                                               | Marlies Göhr República Democrática Alemana 11.13                                                                        |
| 200 metros lisos           | Evelyn Ashford Estados Unidos 22.18                                                          | Jarmila Kratochvilova Checoslovaquia Europa 22.31                                                                                      | Bärbel Wöckel República Democrática Alemana 22.41                                                                       |
| 400 metros lisos           | Jarmila Kratochvilova Checoslovaquia Europa 48.61                                            | Marita Koch República Democrática Alemana 49.27                                                                                        | Jackie Pusey Jamaica América 51.48                                                                                      |
| 800 metros lisos           | Lyudmila Veselkova Unión Soviética 1:57.48                                                   | Martina Steuk República Democrática Alemana 1:58.31                                                                                    | Jolanta Januchta · Polonia · Europa · 1:58.32                                                                           |
| 1500 metros lisos          | Tamara Sorokina Unión Soviética 4:03.33                                                      | Gabriella Dorio · Italia · 4:03.75 | Ulrike Bruns República Democrática Alemana 4:04.67                                                                      |
| 3000 metros lisos          | Angelika Zauber República Democrática Alemana 8:54.89                                        | Maricica Puica · Rumania · Europa · 8:55.80                                                                                            | Silvana Cruciata · Italia · 8:57.10                                                                                     |
| 100 metros vallas          | Tatyana Anisimova Unión Soviética 12.85                                                      | Kerstin Knabe República Democrática Alemana 12.91                                                                                      | Lucyna Langer · Polonia · Europa · 12.97                                                                                |
| 400 metros vallas          | Ellen Neumann República Democrática Alemana 54.82                                            | Genowefa Blaszak · Polonia · Europa · 56.20                                                                                            | Anna Kastetskaya Unión Soviética 56.37                                                                                  |
| Salto de altura            | Ulrike Meyfarth Alemania Occidental Europa 1.96                                              | Tamara Bykova Unión Soviética 1.96 | Pamela Spencer Estados Unidos 1.92                                                                                      |
| Salto de longitud          | Sigrid Ulbricht República Democrática Alemana 6.80                                           | Jodi Anderson Estados Unidos 6.61 | Anna Wlodarczyk · Polonia · Europa · 6.59                                                                               |
| Lanzamiento de peso        | Ilona Slupianek República Democrática Alemana 20.60                                          | Helena Fibingerova Checoslovaquia Europa 19.92                                                                                         | María Elena Sarría · Cuba · América · 19.21                                                                             |
| Lanzamiento de disco       | Evelin Jahl República Democrática Alemana 66.70                                              | Mariya Petkova Bulgaria Europa 66.30                                                                                                   | Galina Savinkova Unión Soviética 63.96                                                                                  |
| Lanzamiento de jabalina    | Antoaneta Todorova Bulgaria Europa 70.08                                                     | Petra Felke República Democrática Alemana 66.60                                                                                        | Karin Smith Estados Unidos 63.04                                                                                        |
| Relevos 4x100 metros lisos | Kirsten Siemon Bärbel Wöckel Gesine Walther Marlies Göhr República Democrática Alemana 42.22 | Alice Brown Jeanette Bolden Florence Griffith Evelyn Ashford Estados Unidos 42.82                                                      | Olga Zolotaryova Olga Nasonova Lyudmila Kondratyeva Natalya Bochina Unión Soviética 43.01                               |
| Relevos 4x400 metros lisos | Dagmar Rübsam Martina Steuk Bärbel Wöckel Marita Koch República Democrática Alemana 3:20.62  | Michelle Scutt Reino Unido Verona Elder Reino Unido Joslyn Hoyte-Smith Reino Unido Jarmila Kratochvilova Checoslovaquia Europa 3:23.03 | Charmaine Crooks · Canadá · Jackie Pusey · Jamaica · Marita Payne · Canadá · June Griffith · Guyana · América · 3:26.42 |